# 国際ナンバー
- ナンバープレート > 日本のナンバープレート > 国際ナンバー
- ナンバープレート > 韓国のナンバープレート > 国際ナンバー

国際ナンバー（こくさいナンバー）とは、自国の車で外国に行くとき（自家用車両を使った旅行、自家用車の持ち出しやラリーへの参加など）に、自国のナンバープレートの代わりにつけるナンバーのこと。「海外渡航用ナンバー」（かいがいとこうようナンバー）ともいう。

## 日本

### 概要

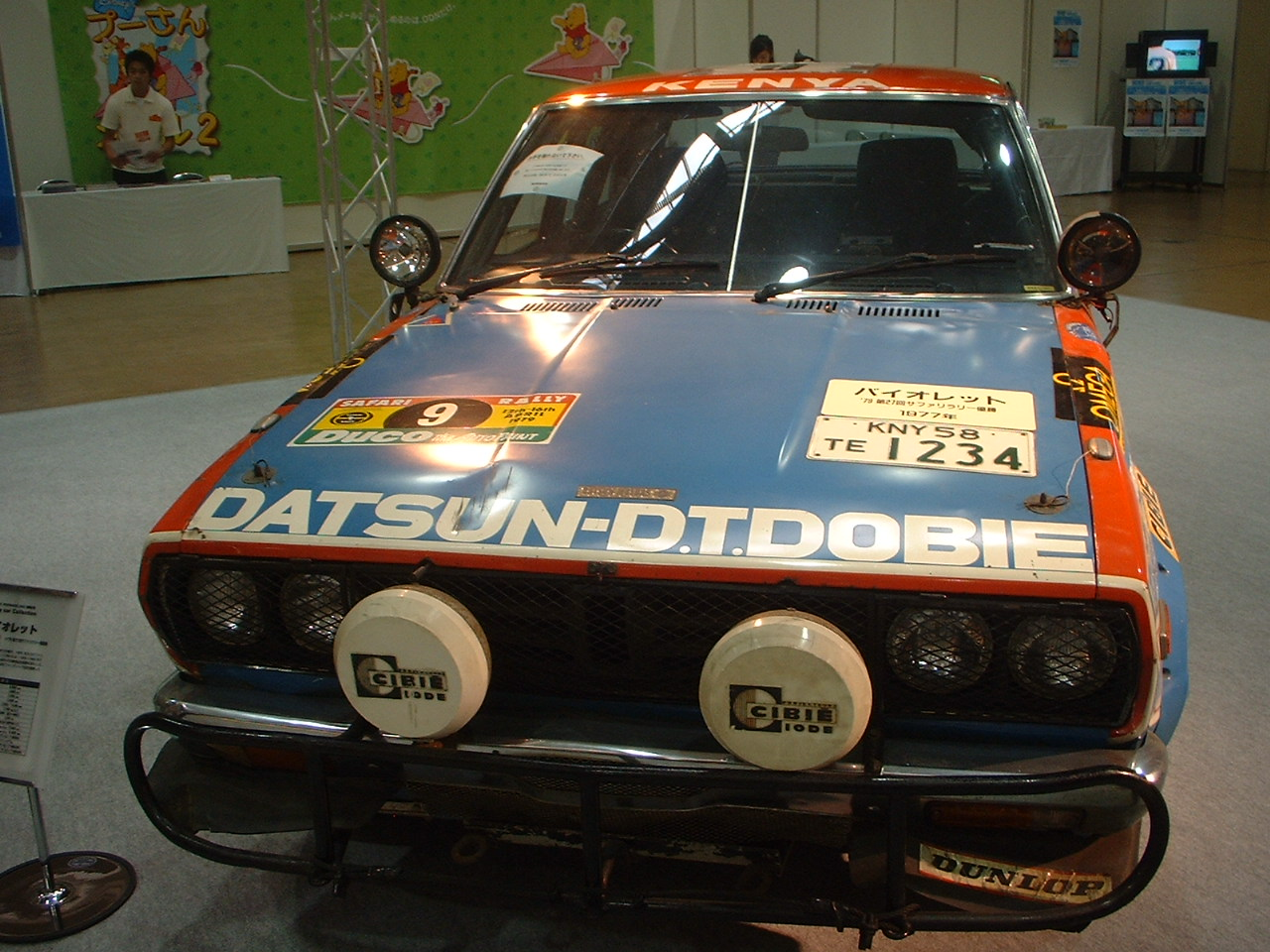
初代日産・バイオレット 1979年サファリラリー優勝車。ボンネット上に｢横浜58 て1234｣の国際ナンバーが取り付けられている。

自動車カルネを利用できる地域において、その国に持ち込んだ日本登録の車を現地で運転する際には日本のナンバープレートを国際ナンバープレートに変更する必要がある。
この場合、一時渡航における手荷物や業務用機材と同じ扱いで、その車両を持ち帰る（一時輸出入となる）ことが原則となり、関税が免除される。帰国時期が不明確な転勤や移住に伴う持ち出しの場合は、現地のナンバーを取得する。
なお、日本で登録されている自動車を、自動車カルネが不要な（使えない）地域の一部、例えば韓国やアメリカに一時的に持ち込む場合、国際ナンバーは不要である。

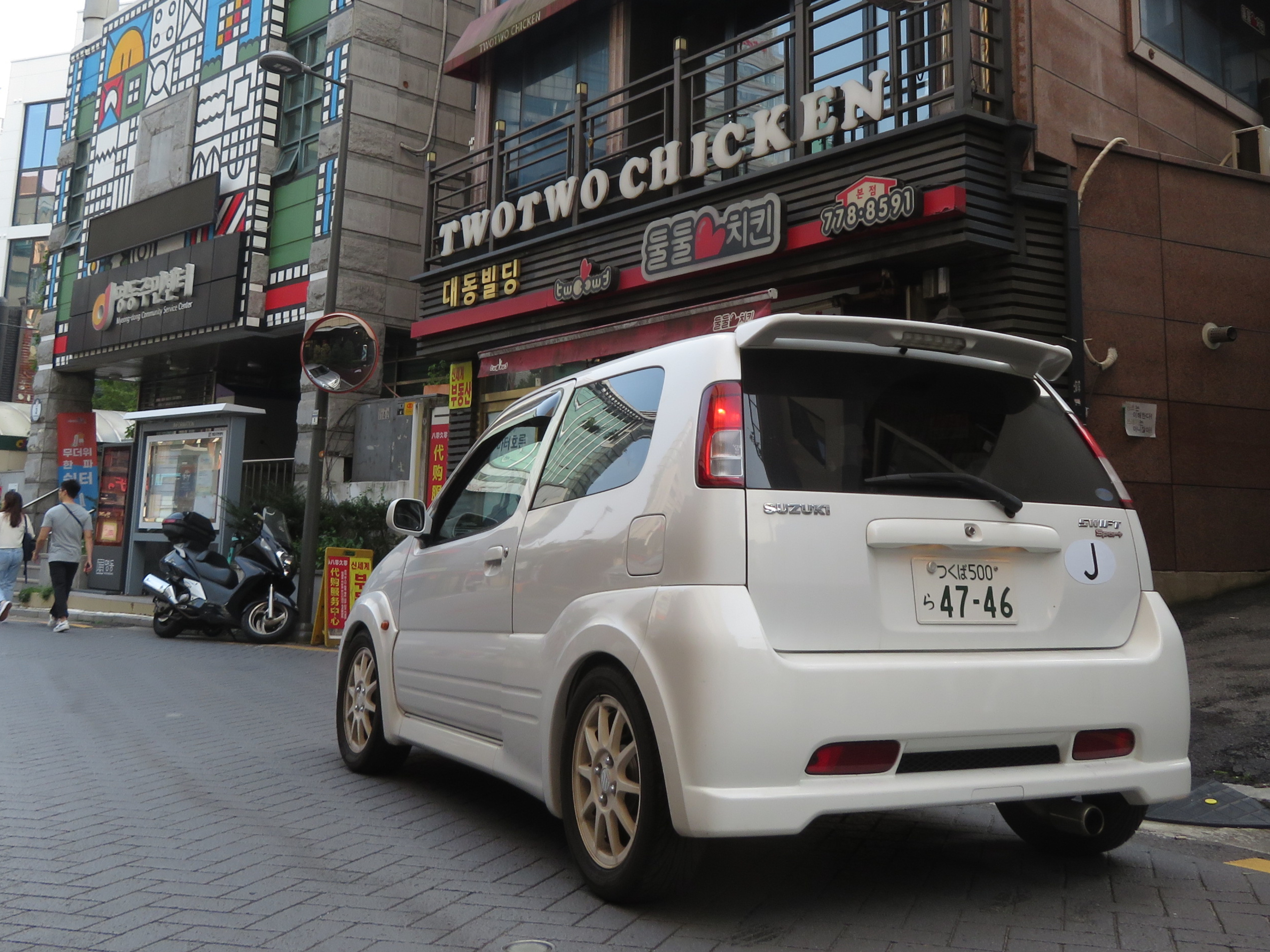
日本国内仕様のナンバープレートを装着したまま韓国を走行する、日本登録車両の例。（スズキ・スイフト（HT型））

日本で見られる一般のナンバーとの違いは、地名表示が漢字・ひらがなではなくアルファベット表記である点と、ひらがな部分がローマ字であるという点、さらに一連指定番号が4桁の場合のハイフンがないという点である。このナンバーは、登録国外に持ち出される車両のナンバープレートはアルファベットとアラビア数字を用いた物でなければならないという道路交通に関する条約の規定を満たすために発給される。ナンバープレートは原則として自作だが、受注生産する業者も存在する。なお、自動車カルネの申請と同時であれば、日本自動車連盟（JAF）へ申し込むことが可能である。
なお、日本国内では、日本発行の国際ナンバーを使用することはできない。国内～国外間を通して走行する（間に船舶等による航送を挟む）ことを見越しての国内向けの通常のナンバープレートとの同時装着も法令違反である。これは、国際ナンバーは日本の道路運送車両法に基づく、自動車登録番号標ではなく、紛らわしい外観を有する物となるため、道路運送車両法第98条第2項に違反することになるためである。

### 地名表示
日本の地名表示は、地名を都道府県名の頭文字の漢字1文字（他府県と重複する場合は漢字2文字）で表していた時には運輸支局の都府県名（北海道のみは運輸支局の地名）の各漢字をローマ字で書いたときの頭文字の2文字をとる。
たとえば「青」は、青森→Ao Moriで「AM」となる。ただしアルファベットが他府県と重複する場合はどちらも2文字目の選び方を変える。このため、山形と「山」表記の山口は本来ならどちらも「YG」（Yama Gata・Yama Guchi）だが重複するため山形はYama gAtaから「YA」、「山」表記の山口はYama gUchiから「YU」となる。
また、アルファベットが手書きの際に数字とまぎらわしくなりそうな「I」「O」「S」のみになる場合（静岡・大分）も2文字目の選び方を変える。
地名が現在の表記に変更されてからは、以前の地名と重複しないように、前述した「運輸支局の都府県名（北海道のみは運輸支局の地名）の各漢字のローマ字2文字」+「新しい表記の地名の文字をローマ字で表したときの最初の1文字」の3文字表記（山形など変更前と同じ表記の場合は2文字のまま）。
たとえば青森は「青森+青森→Ao Mori+Aomori」なので「AMA」、八戸は「青森+八戸→Ao Mori+Hachinohe」なので「AMH」という表記になる。
ただし、アルファベットが重複する場合は後からできた方の3文字目の選び方を変える。このため、川越は本来なら「STK」（Sai Tama+Kawagoe）だが、すでに「STK」は熊谷（Sai Tama+Kumagaya）で存在するため、Sai Tama+kawaGoeから「STG」となる。

### 地名表示一覧
ご当地ナンバーの国際ナンバーも発行されている（漢字が強調されているものは、県名の頭文字が重複するため最初から漢字2文字のもの）。
北海道
- 札 - SP
- 札幌 - SPS
- 函 - HD
- 函館 - HDH
- 旭 - AK
- 旭川 - AKA
- 室 - MR
- 室蘭 - MRM
- 苫小牧 - MRT
- 釧 - KR
- 釧路 - KRK
- 知床（旧釧路） - KRS
- 帯 - OH
- 帯広 - OHO
- 北 - KI（本来はKM（Kita Mi）だが熊本と重複するためKita mI）
- 北見 - KIK
- 知床（旧北見） - KIS

青森県
- 青 - AM
- 青森 - AMA
- 八戸 - AMH
- 弘前 - AMS（本来はAMH（Ao Mori+Hirosaki）だがすでにAMHは「八戸」で存在するためAo Mori+hiroSaki）

岩手県
- 岩 - IT
- 岩手 - ITI
- 盛岡 - ITM
- 平泉 - ITH

宮城県
- 宮 - MG
- 宮城 - MGM
- 仙台 - MGS

秋田県
- 秋 - AT
- 秋田 - ATA

山形県
- 山形 - YA（本来はYG（Yama Gata）だが山口と重複するためYama gAta）
- 庄内 - YAS

福島県
- 福島 - FS
- 会津 - FSA
- いわき - FSI
- 郡山 - FSK
- 白河 - FSS

茨城県
- 茨 - IG（本来はIK（Ibara Ki）だが石川と重複するためIbara Gi）
- 茨城 - IGI
- 水戸 - IGM
- 土浦 - IGT
- つくば - IGK（本来はIGT（Ibara Gi+Tsukuba）だがすでにIGTは「土浦」で存在するためIbara Gi+tsuKuba）

栃木県
- 栃 - TG
- 栃木 - TGT
- 宇都宮 - TGU
- 那須 - TGN
- とちぎ - TGC（本来はTGT（Tochi Gi+Tochigi）だがすでにTGTは「栃木」で存在するためTochi Gi+toChigi）

群馬県
- 群 - GM
- 群馬 - GMG
- 高崎 - GMT
- 前橋 - GMM

埼玉県
- 埼 - ST
- 埼玉 - STS
- 大宮 - STO
- 川越 - STG（本来はSTK（Sai Tama+Kawagoe）だがすでにSTKは「熊谷」で存在するためSai Tama+kawaGoe）
- 所沢 - STT
- 熊谷 - STK
- 春日部 - STB（本来はSTK（Sai Tama+Kasukabe）だがすでにSTKは「熊谷」で存在するためSai Tama+kasukaBe）
- 川口 - STW（本来はSTK（Sai Tama+Kawaguchi）だがすでにSTKは「熊谷」で存在するためSai Tama+kaWaguchi）
- 越谷 - STY（本来はSTK（Sai Tama+Koshigaya）だがすでにSTKは「熊谷」で存在するためSai Tama+koshigaYa）

千葉県
- 千 - CB
- 千葉 - CBC
- 成田 - CBT（本来はCBN（Chi Ba+Narita）だがすでにCBNは「習志野」で存在するためChi Ba+nariTa）
- 習志野 - CBN
- 船橋 - CBF
- 市川 - CBI
- 袖ヶ浦 - CBS
- 市原 - CBH（本来はCBI（Chi Ba+Ichihara）だが市川と重複するためChi Ba+ichiHara）
- 野田 - CBD（本来はCBN（Chi Ba+Noda）だがすでにCBNは「習志野」で存在するためChi Ba+noDa）
- 柏 - CBK
- 松戸 - CBM

東京都
- （東京：地名表示なし） - 表示なし（本来はTK（To Kyo））
- 品 - TOS（本来はTKS（To Kyo+Shinagawa）だが品川と重複するためTo kyO+Shinagawa）
- 品川 - TKS
- 練 - TON（本来はTKN（To Kyo+Nerima）だが練馬と重複するためTo kyO+Nerima）
- 練馬 - TKN
- 足 - TOA（本来はTKA（To Kyo+Adachi）だが足立と重複するためTo kyO+Adachi）
- 足立 - TKA
- 八王子 - TKH
- 多 - TOT（本来はTKT（To Kyo+Tama）だが多摩と重複するためTo kyO+Tama）
- 多摩 - TKT
- 世田谷 - TKG（本来はTKS（To Kyo+Setagaya）だが品川と重複するためTo Kyo+setaGaya）
- 杉並 - TKM（本来はTKS（To Kyo+Suginami）だが品川と重複するためTo Kyo+suginaMi）
- 板橋 - TKI
- 江東 - TKK
- 葛飾 - TKU（本来はTKK（To Kyo+Katsushika）だが江東と重複するためTo Kyo+katsUshika）

神奈川県
- 神 - KN
- 横浜 - KNY
- 川崎 - KNK
- 相模 - KNS
- 湘南 - KNN（本来はKNS（Ka Na gawa+Shonan）だがすでにKNSは「相模」で存在するためKa Na gawa+shoNan）

山梨県
- 山梨 - YN
- 富士山（旧山梨） - YNF

新潟県
- 新 - NG
- 新潟 - NGN
- 長岡 - NGO（本来はNGN（Nii Gata+Nagaoka）だがすでにNGNは「新潟」で存在するためNii Gata+nagaOka）
- 上越 - NGJ

富山県
- 富 - TY
- 富山 - TYT

石川県
- 石 - IK
- 石川 - IKI
- 金沢 - IKK

長野県
- 長 - NN
- 長野 - NNN
- 松本 - NNM
- 諏訪 - NNS

福井県
- 福井 - FI

岐阜県
- 岐 - GF
- 岐阜 - GFG
- 飛騨 - GFH

静岡県
- 静 - SZ（本来はSO（Shizu Oka）だが数字の50や80と紛らわしいためShiZu oka）
- 静岡 - SZS
- 浜松 - SZH
- 沼津 - SZN
- 伊豆 - SZI
- 富士山（旧沼津） - SZF

愛知県
- 愛 - AC
- 名古屋 - ACN
- 豊橋 - ACT
- 岡崎 - ACZ（本来はACO（Ai Chi+Okazaki）だが尾張小牧と重複するためAi Chi+okaZaki）
- 三河 - ACM
- 豊田 - ACY（本来はACT（Ai Chi+Toyota）だが豊橋と重複するためAi Chi+toYota）
- 一宮 - ACI
- 尾張小牧 - ACO
- 春日井 - ACK

三重県
- 三 - ME
- 三重 - MEM
- 鈴鹿 - MES
- 四日市 - MEY
- 伊勢志摩 - MEI

滋賀県
- 滋 - SI（本来はSG（Shi Ga）だが佐賀と重複するためShI ga）
- 滋賀 - SIS

京都府
- 京 - KT
- 京都 - KTK

大阪府
- 大 - OS
- 大阪 - OSO
- なにわ - OSN
- 泉 - OSI
- 和泉 - OSZ（本来はOSI（O Saka+Izumi）だがすでにOSIは「泉」で存在するためO Saka+iZumi）
- 堺 - OSS

兵庫県
- 兵 - HG
- 神戸 - HGK
- 姫路 - HGH

奈良県
- 奈 - NR
- 奈良 - NRN
- 飛鳥 - NRA

和歌山県
- 和 - WK
- 和歌山 - WKW

鳥取県
- 鳥 - TT
- 鳥取 - TTT

島根県
- 嶋（島） - SM（本来はSN（Shima Ne）だが島根と重複するためShiMa ne）
- 島根 - SN（本来は嶋をSNとした上でSNS（Shima Ne+Shimane））
- 出雲 - SNI

岡山県
- 岡 - OY
- 岡山 - OYO
- 倉敷 - OYK

広島県
- 広 - HS
- 広島 - HSH
- 福山 - HSF

山口県
- 山 - YU（本来はYG（Yama Guchi）だが山形と重複するためYama gUchi）
- 山口 - YUY
- 下関 - YUS

徳島県
- 徳 - TS
- 徳島 - TST

香川県
- 香 - KA（本来はKG（Ka Gawa）だが鹿児島と重複するためKa gAwa）
- 香川 - KAK
- 高松 - KAT

愛媛県
- 愛媛 - EH

高知県
- 高 - KC
- 高知 - KCK

福岡県
- 福 - FO
- 福岡 - FOF
- 北九州 - FOK
- 久留米 - FOR（本来はFOK（Fuku Oka+Kurume）だがすでにFOKは「北九州」で存在するためFuku Oka+kuRume）
- 筑豊 - FOC

佐賀県
- 佐 - SA（本来はSG（Sa Ga）だが滋賀と重複するためSa gA）
- 佐賀 - SAS

長崎県
- 長崎 - NS
- 佐世保 - NSS

熊本県
- 熊 - KU（本来はKM（Kuma Moto）だが北見と重複するためKUma moto）
- 熊本 - KUK

大分県
- 大分 - OT（本来はOI（O Ita）だが数字の01と紛らわしいためO iTa）

宮崎県
- 宮崎 - MZ

鹿児島県
- 鹿 - KO（本来はKG（Ka Go shima）だが香川と重複するためKa gO shima）
- 鹿児島 - KOK
- 奄美 - KOA

沖縄県
- 沖 - ON
- 沖縄 - ONO

## 韓国
通常の韓国のナンバープレートにはハングルが表記されている。従って、国際条約に基づいて韓国外を走行する場合には、数字とアルファベットのみで構成される特別なナンバープレートが必要となる。
登録地名は日本のように省略せずそのままローマ字表記し、用途記号のハングル1字もローマ字表記する。例えば、ソウルナンバーはSEOUL、釜山ナンバーはBUSANのようになる（ただし、2004年以降の登録地名表記を省略したナンバーの場合は不要）。なお、バイクのように市町村単位のナンバーの場合も、表記内容（特別市、広域市、道、および市区郡名）をそのままローマ字表記する。例えば、京畿道水原市ナンバーの場合、GYEONGGI SUWONとなる。

## ASEAN
東南アジア諸国連合（ASEAN）域内では数字とアルファベット等による国際ナンバーの導入が検討されている。
カンボジアでは2004年1月から「車両の免許プレートの発行に関する政令」が施行され、ASEAN域内での国際ナンバー導入を見越した新しい登録制度がスタートし、これまでのナンバープレートは使用できなくなった。
なお、シンガポール・マレーシア間（ジョホール・シンガポール・コーズウェイ、マレーシア・シンガポール・セカンドリンク）のように、頻繁に往来がある場合、自国のナンバーのままで、相手国にそのまま乗り入れることも可能である（ただし、別途手続きは必要である）。なお、両国ともナンバーは数字とアルファベットのみで構成されている。